# 静岡県自動車学校松崎校
静岡県自動車学校松崎校
| 建学の 精神          | 技術者の育成をもって地域社会に貢献する                                         |
| 教習所 認可 （公認） | 1972年（建学は1940年）                                                         |
| 学校種別             | 私立                                                                           |
| 設置者               | 学校法人静岡自動車学園                                                         |
| 理事長               | 平井 一史                                                                      |
| 学校長               | 浅賀 幹也                                                                      |
| 所在地               | 〒410-3614 静岡県賀茂郡松崎町岩科南側17                                        |

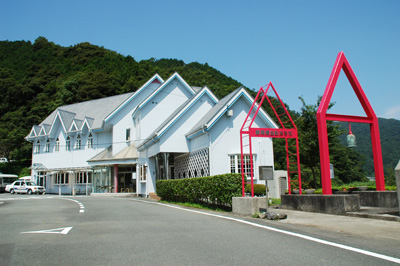
静岡県自動車学校松崎校 校舎外観

| 取扱車種 （教習）    | 普通自動車（MT/AT） 自動二輪車 （MT/AT/大型/普通/小型） ペーパードライバー教習 |
| 取扱講習             | 高齢者講習                                                                     |
| ウェブ サイト        | 静岡県自動車学校松崎校Webサイト                                                |

静岡県自動車学校松崎校（しずおかけんじどうしゃがっこうまつざきこう）は、静岡自動車学園の静岡県自動車学校のグループ校の一つで、伊豆地方をカバーする教習所である。

## 所在地
- 静岡県賀茂郡松崎町岩科南側17

## アクセス
- 松崎町自主運行バス（運行委託先：東海バス松崎営業所）W55松崎八木山線「自動車学校」停留所から徒歩約3分。

## 取扱車種
- 普通自動車(MT/AT)
- 普通自動二輪車（MT/AT/小型限定）
- 大型自動二輪(MT/AT)

- ペーパードライバー教習
  - 普通自動車(MT/AT)
  - 普通自動二輪車（MT/AT/小型限定）

## 取扱講習
- 高齢者講習

## 年表
- 1970年 西伊豆教習所を設置し事業を開始。
- 1971年 西伊豆教習所を静岡県自動車学校松崎校と改称する。
- 1972年 静岡県自動車学校松崎校が指定自動車教習所として静岡県公安委員会より指定を受ける。
- 2004年 大型二輪教習の指定を受ける。